# Overgang (astronomie)

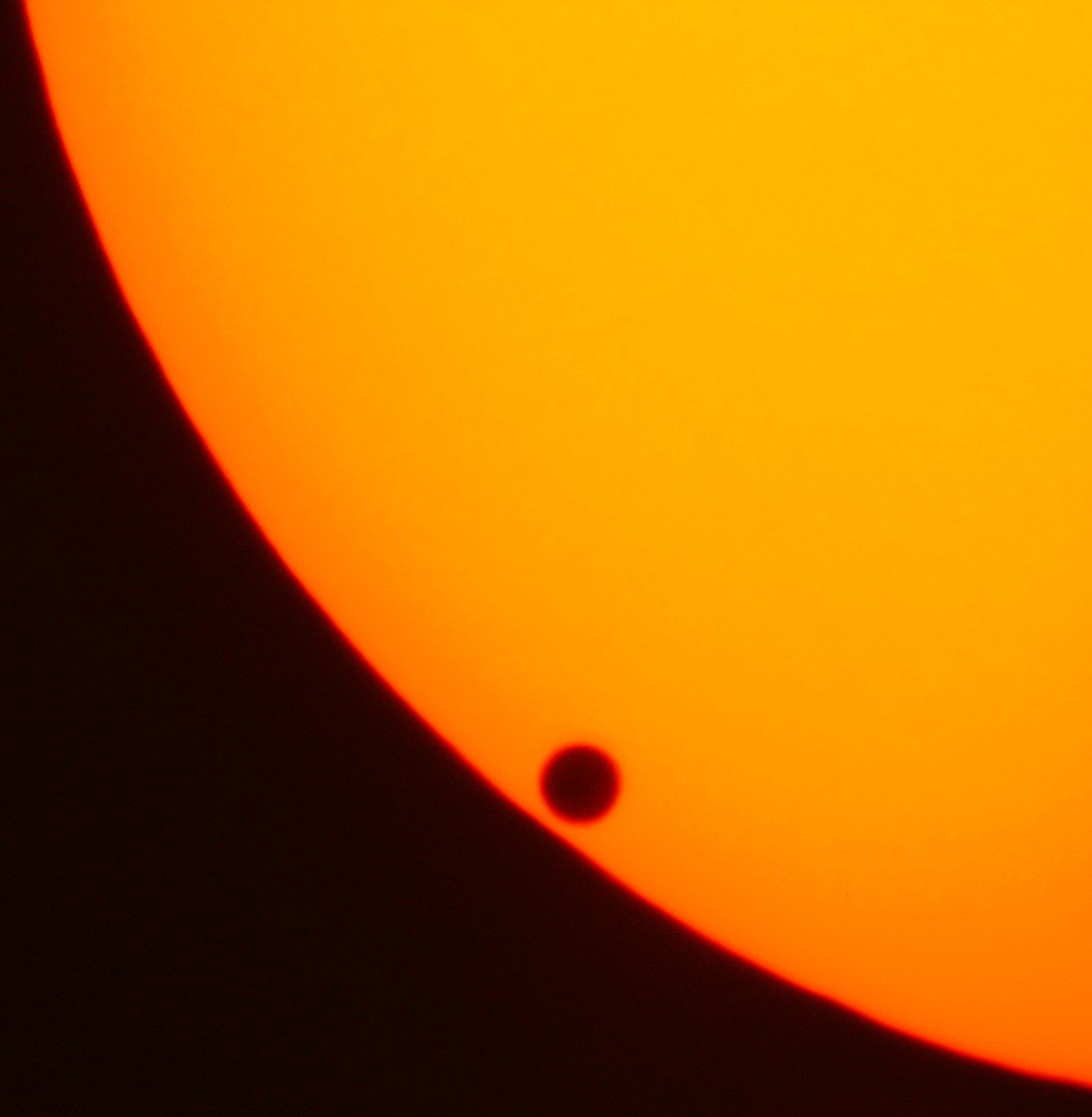
Venusovergang in 2004

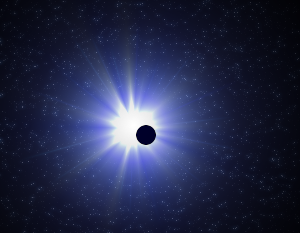
Artistieke impressie van een exoplaneet in overgang

Een overgang of transitie is het zich vanuit het gezichtspunt van de waarnemer op precies dezelfde positie aan de hemel bevinden van twee hemellichamen, waardoor het dichtstbijzijnde object voor het andere te zien is.
Er is sprake van een overgang als het dichtstbijzijnde object, vanaf de waarnemer gezien, kleiner is dan het hemellichaam waar het voor staat. Als het groter is of min of meer dezelfde grootte heeft, dan is er sprake van bedekking.
Een derde vergelijkbare situatie is die waarin een hemellichaam bedekt wordt door de schaduw van een ander hemellichaam; dit is verduistering, zoals bij een maansverduistering.

## Voorbeelden
Meestal wordt met een overgang bedoeld dat een planeet zich voor een ster langs beweegt. Dit kan zowel binnen als buiten het zonnestelsel gebeuren. In het zonnestelsel wordt vanaf de Aarde gezien vaak een overgang van een binnenplaneet (Venus of Mercurius) waargenomen. Deze overgangen vinden niet iedere keer dat een binnenplaneet zich tussen de Aarde en de Zon in bevindt plaats, vanwege de baanhellingen van de planeten. Daardoor zijn er twee momenten per jaar waarin zich een overgang kan voordoen.
- Mercuriusovergangen vinden 13 of 14 keer per eeuw plaats, omstreeks 10 mei of 10 november. De laatste was op 11 november 2019, de volgende wordt verwacht op 13 november 2032.
- Venusovergangen zijn veel zeldzamer, ongeveer twee keer per eeuw. Haast altijd zijn er twee overgangen achter elkaar met een tussenpoos van acht jaar. Ze treden op omstreeks 10 juni of 10 december. De laatste was in juni 2004 en juni 2012, de eerstvolgende keer is in december 2117.

Als een maan voor de planeet staat waar ze omheen draait wordt ook gesproken van een overgang. Zo zijn vanaf Aarde overgangen van de manen van Jupiter te observeren.
Ook kan het gebeuren dat de ene planeet over de andere schuift vanaf Aarde gezien. Dit is een zeldzame gebeurtenis, de volgende keer dat dit gaat gebeuren is in 2065, wanneer Venus voor Jupiter langs beweegt.
Daarnaast kunnen exoplaneten worden gevonden door middel van transitiefotometrie als zij langs hun ster bewegen.

## Verloop van een overgang
Belangrijke tijdstippen van een overgang zijn:
1. eerste contact - Vanaf de Aarde gezien lijkt de rand van de planeet die van de Zon te raken. De overgang begint.
2. tweede contact - De planeet is een stukje opgeschoven en bevindt zich nu voor de Zon, tussen de Aarde en de Zon in.
3. derde contact - De planeet is bijna in zijn geheel voor de Zon langs gegaan. Vanaf de Aarde gezien lijkt de rand van de planeet die van de Zon weer te raken.
4. vierde of laatste contact - Het einde van de overgang. De planeet is voor de Zon langs getrokken.

Nauwkeurige meting van deze tijdstippen kan veel informatie verschaffen over de afstanden naar de planeet en de zon.